# The Wanderer (film 1912)
The Wanderer è un cortometraggio muto del 1912 diretto da Allan Dwan. Prodotto dall'American Film Manufacturing Company (con il nome Flying A), fu distribuito dalla Film Supply Company e uscì in sala il 31 ottobre 1912.

## Trama
Un bullo corteggia la figlia di un fattore e la fortuna sembra essere dalla sua parte finché non arriva uno straniero vagabondo che rimette le cose a posto.

## Produzione
Il film fu prodotto nel 1912 dalla Flying A (American Film Manufacturing Company).

## Distribuzione
Distribuito dalla Film Supply Company, il film - un cortometraggio in una bobina - uscì nelle sale USA il 31 ottobre 1912.